# 오치아이 모토키
오치아이 모토키(Motoki Ochiai, 1990년 7월 11일 ~ )는 일본의 배우, 아역 배우, 텔레비전 배우이다.
도쿄도에서 태어났다.

## 방송
- 후쿠오카 연애백서 15 ~꺼지지 않는 사랑의 불꽃놀이~
- 소문의 여자
- 명함게임
- 야마모토 슈고로 시대극 사무라이 영혼
- 웃는 마네키네코

## 영화
- 어웨이크 (2020년) - 타츠야 이소노 역
- 대만보다 사랑을 담아 (2018년)
- 이것도 내 인생 (2018년)
- 전원사형 (2017년)
- 웃는 마네키네코 (2017년) - 쿠라마에 신고 역
- 더 시티 오브 비트레이얼 (2016년) - 이마이 신지 역
- 목소리 사랑 (2016년)
- 세컨드 선 세컨드 도터 스토리 (2015년)
- 썸머 브레이커스 (2015년)
- 남자의 일생 (2015년)
- 천공의 벌 (2015년)
- 히비락 (2014년) - 신조 역
- 엄마와 아빠가 살아가는 이유 (2014년)
- 핫 로드 (2014년) - 리차드 역
- 미치즈레 (2014년)
- 몬스터즈 (2014년)
- 동경난민 (2013년)
- 키리시마가 동아리활동 그만둔대 (2013년) - 류타 역
- 연애 징크스!!! (2013년)
- 하이자이 ~신의말씀대로~ (2012년)
- 11.25 자결의 날 (2012년)
- 하드 로맨티커 (2011년)
- 스키야키 (2011년)
- 휴대폰 남자친구 (2009년)
- 고쿠센 - 더 무비 (2009년)
- 슈퍼 커브 (2008년)
- 파란 노래 - 노래자랑 청춘편 (2006년)
- 숨겨진 태엽장치 (2006년) - 카자미 타이치 역
- 핑크빛 유전자 (2005년)
- 하현달 라스트 쿼터 (2004년)
- 사운드트랙 (2002년)
- 소년탐정 김전일 - TV시리즈 3 (2001년)
- 아이 러브 프렌즈 (2001년)
- 붉은 다리 아래 따뜻한 물 (2001년)